# Uzundżowo

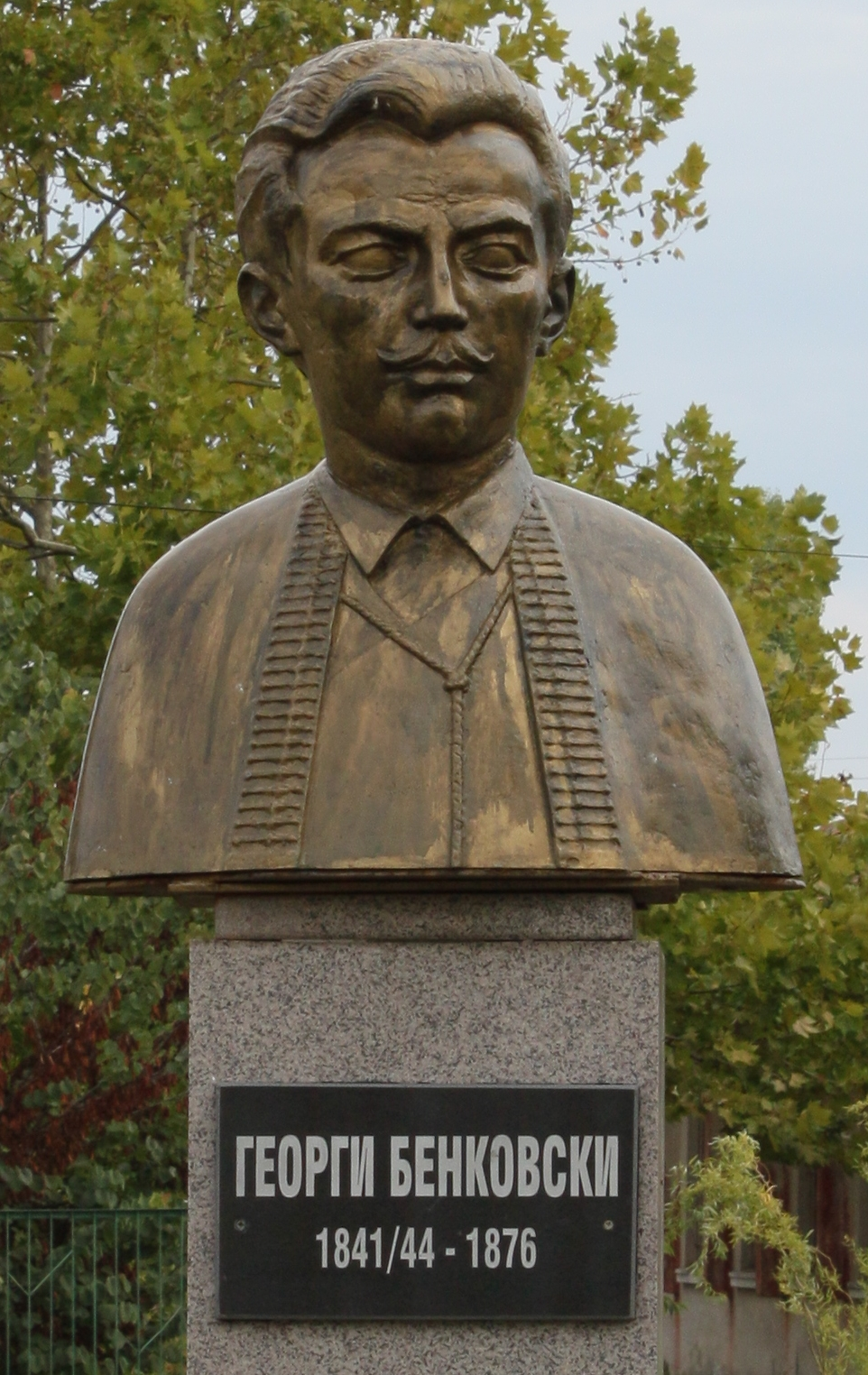
Pomnik Georgiewa Benkowskiego

Uzundżowo (bułg. Узунджово) – wieś w południowej Bułgarii. obwód Chaskowo, gmina Chaskowo. Według danych Narodowego Instytutu Statystycznego, 31 grudnia 2011 roku wieś liczyła 1764 mieszkańców.